# Liste der Monuments historiques in Cappelle-Brouck
Die Liste der Monuments historiques in Cappelle-Brouck führt die Monuments historiques in der französischen Gemeinde Cappelle-Brouck auf.

## Liste der Bauwerke
| Bezeichnung                 | Beschreibung | Standort | Kennzeichnung | Schutzstatus | Datum | Bild           |
| --------------------------- | ------------ | -------- | ------------- | ------------ | ----- | -------------- |
| Kirche St-Jacques-le-Majeur |              | (Lage)   | PA00107417    | Inscrit      | 1927  | weitere Bilder |